# Від Землі до зірок
Від Землі до зірок / Від Землі до зірок. Чудова мандрівка двох італійців та одного француза (італ. Dalla Terra alle stelle / Dalla Terra alle stelle. Viaggio meraviglioso di due italiani ed un francese) — пригодницький науково-фантастичний роман Уліссе Гріфоні, виданий у 1887 році. Продовження роману «Від Флоренції до зірок» (1885).
Створений до видання свої творів Сальгарі і, очевидно, натхненний працями Верна з науково-поулярними відступами, роман — містить попередника ідеї антигравітаційної субстанції Г. Уеллса у «Перших людеях на Місяці» (1901, перекладена лише в 1910) — уявіть собі шанс відкриття цього надзвичайного матеріалу, будівництва космічного корабля й подорожі через космос, спочатку в Африку, а потім на планету Марс; цей останній етап повинен був бути описаний у продовженні роману, але він ніколи так і не був опублікований.
Безліч його інноваційних та захоплюючих наративних рішень роблять роман одним з найважливіших етапів у науковій фантастиці.

## Сюжет
Альберто С., студент флорентійського університету, відмовився від літератури на користь досліджень з хімії, випадково змішуючи різні хімічні речовини, створює спеціальну фарбу з надзвичайною здатністю нівелювати гравітацію. Завдяки допомозі професора Сандреллі, його друга, молодий чоловік будує дирижабль, який він називає «Летючий будинок», на якому обидва отримали можливість переміщатися в просторі, пролітаючи над різними регіонами, включаючи Африку та Тихий океан, нарешті, назустріч червоній планеті. Там вони зустрічаються з мешканцями Марса, які є маленькими гуманоїдами. Нарешті, вони повертаються на Землю, де їх космічний корабель занурюється в море поблизу Північного полюса.